# Neujahrskonzert der Wiener Philharmoniker 1953

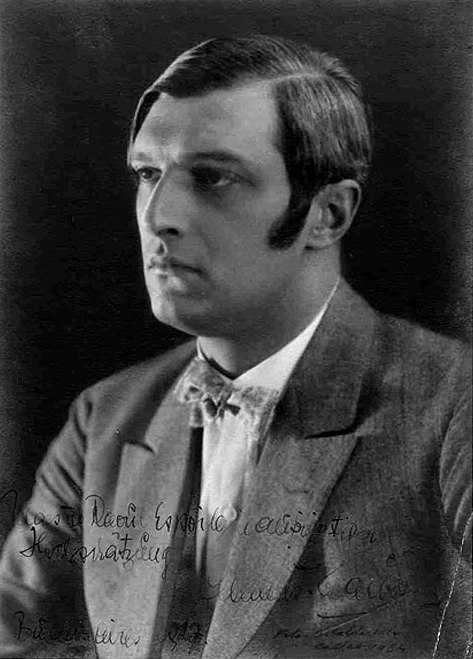
Clemens Krauss (1915)

Das Neujahrskonzert der Wiener Philharmoniker 1953 war das 13. Neujahrskonzert der Wiener Philharmoniker und fand am 1. Jänner 1953 im Goldenen Saal des Wiener Musikvereins statt. Dirigiert wurde es zum elften Mal von Clemens Krauss, der diese Institution 1941 gemeinsam mit den Wiener Philharmonikern ins Leben gerufen hatte.

## Zusammenfassung
Streng genommen war es das 14. Konzert zum Jahreswechsel, denn zur Jahreswende 1939/40 gab es bereits ein Außerordentliches Konzert der Wiener Philharmoniker, welches allerdings am Silvesterabend 1939 stattfand. Seit 1941 wurde es mit Ausnahme der Jahre 
1946 und 1947, als er wegen seiner Nähe zum NS-Regime unter Dirigierverbot stand, von Clemens Krauss geleitet.
Ebenfalls streng genommen war es das achte Neujahrskonzert der Wiener Philharmoniker, denn erst Josef Krips führte 1946 diesen Titel ein, der fortan beibehalten wurde.

## Programm
1. Josef Strauss: Transactionen, Walzer, op. 184*
2. Josef Strauss: Tag und Nacht, Polka, op. 93*
3. Josef Strauss: Frauenherz, Polka mazur, op. 166*
4. Josef Strauss: Plappermäulchen (Musikalischer Scherz), Polka schnell, op. 245*
5. Johann Strauss (Sohn): O schöner Mai, Walzer, op. 375
6. Johann Strauss (Sohn): L’Enfantillage, Polka française (Zäpperl-Polka), op. 202*
7. Johann Strauss (Sohn): Csárdás aus „Ritter Pásmán“, op. 441
8. Johann Strauss (Sohn): Banditen-Galopp, op. 378
9. Johann Strauss (Sohn): Ouvertüre zur Operette Die Fledermaus
10. Johann Strauss (Sohn) und Josef Strauss: Pizzicato-Polka
11. Johann Strauss (Sohn): Vergnügungszug, Polka schnell, op. 281
12. Johann Strauss (Sohn): Geschichten aus dem Wienerwald, Walzer, op. 325

### Zugaben
1. Johann Strauss (Sohn): Perpetuum mobile, Musikalischer Scherz, op. 257
2. Johann Strauss (Sohn): An der schönen blauen Donau (Walzer), op. 314
3. Johann Strauss (Vater): Radetzky-Marsch, op. 228

Werkliste und Reihenfolge sind der Website der Wiener Philharmoniker entnommen.
Die mit * gekennzeichneten Werke standen erstmals in einem Programm eines Neujahrskonzertes.

## Besetzung (Auswahl)
- Clemens Krauss, Dirigent
- Wiener Philharmoniker